# Дел падре
Дел Падре (Del Padre) е българска музикална фламенко/уърлд /фюжън формация

## История
Групата е основана през 2009 от Христо Коликов – „Падре“, заедно с китаристите Цветан Андреев и Симеон Иванов, под името „Румба Афисионадо“. В процеса на търсене и изграждане на собствено оригинално звучене, към основния състав на бандата се присъединяват и Живко Василев – кавал, Орлин Цветанов – цигулка, Деян Илиев – барабани и Димитър Сираков – бас. През 2012, те променят името си на „Дел Падре“, а „Румба Афисионадо Рекърдс“ се превръща в наименование на инди-лейбъл, чрез който продуцират и издават своя дебютен албум, със заглавие „Руби“(Rubi). В записите участват музиканти от различни точки на света – Колумбия, Коста Рика, Кипър, Куба, Сърбия, Испания, Полша, Австрия, Германия, Италия, Словения и България. Албумът съдържа девет авторски композиции и четири кавъра. Едноименният сингъл – Руби, достига първо място на 12 ноември 2011 година в класацията „Нашите 20“ на БГ радио и трето място в Bulgarian Singles Top 40 на 20 ноември 2011 (седмица 47/2011). Основна роля в оформянето на завършения автентичен стил на бандата, изиграва композиторът и музикален продуцент на албума, Свилен Ангелов. Важен тласък на „Дел Падре“ за утвърждаването на уникалния им почерк в смесването на фламенко ритми с български фолклорни мотиви дава Нешка Робева, която възлага на групата музикалния аранжимент на спектакъла „Кармен от Факултето“.
Музикалният стил на групата е повлиян от испаноезичната музика – испанско традиционно фламенко, музика от Куба и Латинска Америка, както и от фолклорни и етно елементи от цял свят.

## Дискография

### Студийни албуми
Руби (RUBI)2013